# Tégea

Tégea (em grego: Τεγέα, Teguéa) é uma antiga cidade grega, situada na Arcádia, no Peloponeso.

## Mitologia
Na época de Tegeates, filho de Licaão, não havia uma cidade, mas os habitantes viviam em vilas. A cidade foi fundada por Aleu, filho de Afeidas, filho de Arcas, filho de Calisto, filha de Licaão.
Um dos heróis de Tégea era Anceu, que, mesmo ferido, foi o primeiro a acertar o javali de Calidão, e recebeu, de prêmio, a cabeça e a pele do monstro.
Équemo, filho de Éropo de Tégea, venceu Hilo em duelo, na primeira tentativa dos heráclidas de tomar o Peloponeso.
O sucessor de Équemo, Agapenor, filho de Anceu, liderou as forças da Arcádia na Guerra de Troia, mas não voltou para a Arcádia, indo parar em Chipre, onde fundou Pafos.
Seu sucessor, Hipótoo, filho de Cercião, filho de Agamedes, filho de Estínfalo moveu a capital da Arcádia de Tégea para Trapezo.